# Ja’akow Liwne
Ja’akow Liwne (hebr. יעקב ליבנה, ang. Yacov Livne; ur. 27 marca 1967 w Moskwie) – izraelski dyplomata, w latach 1994–1997 attaché w Federacji Rosyjskiej, w latach 1999–2003 radca w Ambasadzie Izraela w Niemczech, w latach 2019–2020 chargé d’affaires w Federacji Rosyjskiej, w latach 2022–2025 ambasador Izraela w Polsce.

## Życiorys
Urodził się w Moskwie, a w 1974 wyemigrował z rodziną do Izraela. Wychował się w Hajfie, kończąc tamtejszą Szkołę Hebrajską Reali na kierunku matematyczno-naukowym. Służbę w Siłach Obronnych Izraela odbył w 13 Batalionie elitarnej Brygady Golani, również jako dowódca oraz szef szkolenia.
W 1992 uzyskał licencjat w dziedzinie fizyki w Izraelskim Instytucie Technicznym Technion z siedzibą w Hajfie. Jego praca magisterska z zakresu stosunków międzynarodowych, obroniona na Uniwersytecie Hebrajskim w Jerozolimie, dotyczyła wpływu migrantów na kluczowe zagadnienia polityki międzynarodowej państw. Doktorat napisany na Uniwersytecie Ari’el opisywał relacje Izraela ze ZSRR w pierwszej dekadzie istnienia państwa Izrael.
Od 1992 związany z Ministerstwem Spraw Zagranicznych Izraela, piastował m.in. stanowiska rzecznika prasowego placówki w Moskwie, radcy w Ambasadzie Izraela w Niemczech oraz chargé d’affaires Izraela w Rosji.
Podczas pracy w MSZ w Jerozolimie odpowiadał m.in. za szkolenia personelu, sprawy Europy Wschodniej, Azji Centralnej i Kaukazu, a przed rozpoczęciem misji w Polsce był Dyrektorem Departamentu Eurazji. W ramach tego stanowiska odpowiadał m.in. za podpisanie umowy o wolnym handlu między Izraelem a Ukrainą.
Nominację na stanowiska Ambasadora Izraela w Polsce otrzymał we wrześniu 2020, do Warszawy przybył 28 lutego 2022, a 12 lipca 2022 złożył listy uwierzytelniające na ręce Prezydenta Rzeczypospolitej Polskiej Andrzeja Dudy.
W 2022 i 2023 był zaangażowany w rozmowy między Izraelem a Polską, które doprowadziły do podpisania porozumienia w sprawie umowy między rządami Polski i Izraela o współpracy w zakresie wizyt studyjnych zorganizowanych grup młodzieży.
W kwietniu 2024 – po ataku na konwój humanitarny w Strefie Gazy, w którym zginął polski wolontariusz – stwierdził w mediach społecznościowych, że to „skrajna prawica i lewica w Polsce oskarżają Izrael o umyślne morderstwo”. Jak dodał, „antysemici zawsze pozostaną antysemitami, a Izrael pozostanie demokratycznym Państwem Żydowskim, które walczy o swoje prawo do istnienia”. Jego wpis wywołał liczne kontrowersje. Na jego słowa zareagował m.in. polski minister spraw zagranicznych Radosław Sikorski, radząc mu zachować „więcej umiaru i pokory”.
W lutym 2025 zakończył pracę jako ambasador w Polsce.
Od wielu lat działa w izraelskim Związku Zawodowym Dyplomatów. Jest jednym z inicjatorów i założycieli Izraelskiego Towarzystwa Dyplomacji.

## Życie prywatne
Jego ojciec dorastał na Wołyniu, wówczas w granicach II Rzeczypospolitej, a po wybuchu II wojny światowej w 1939 w Równem wstąpił jako ochotnik do Armii Czerwonej, gdzie dosłużył się stopnia oficerskiego. Z frontu leningradzkiego do Wiednia miał dotrzeć jako członek załogi czołgu. W czerwcu 2020 Ja'akow Liwne tak opowiadał o ojcu na łamach portalu News.ru:
„Mój ojciec wychował się na Ukrainie, wojna zastała go w Równem, gdy miał 18 lat. Jak wielu zgłosił się na ochotnika do Armii Czerwonej. Mając stopień oficera, utorował drogę czołgiem z frontu leningradzkiego do Wiednia. Ojciec rzadko opowiadał o tym, co widział na wojnie. Niestety, od wielu lat nie żyje. Dziś na stronie ministerstwa obrony narodowej »Wyczyn Ludu« udało nam się znaleźć informacje o bitwach, w których brał udział, i otrzymanych rozkazach. Dla mnie i mojej rodziny II wojna światowa nie jest czymś abstrakcyjnym. Niestety, większość bliskich mojego ojca, którzy pozostali na Ukrainie, zginęła z rąk nazistów i kolaborantów. Mój ojciec dowiedział się o tym po wojnie i dźwigał ten ciężar przez całe życie”.
Zna język hebrajski, angielski, rosyjski i niemiecki. Od 1997 w związku małżeńskim, ma dwoje dzieci: córkę i syna.

## Odznaczenia i wyróżnienia
- Nagroda dla Wybitnego Menedżera Ministra Spraw Zagranicznych (2014)[18]
- Nagroda Komisji Służby Cywilnej „Doskonały Menedżer” (2014)[19][20]